# Suchodoł (rejon biełowski)
Suchodoł (ros. Суходол) – wieś (ros. деревня, trb. dieriewnia) w zachodniej Rosji, w sielsowiecie bieliczańskim rejonu biełowskiego w obwodzie kurskim.

## Geografia
Miejscowość położona jest nad rzeką Psioł, 7 km od centrum administracyjnego sielsowietu bieliczańskiego Bielica, 6,5 km od centrum administracyjnego rejonu Biełaja, 80 km od Kurska.
W granicach miejscowości znajduje się 119 domostw.

## Demografia
W 2010 r. miejscowość zamieszkiwało 126 osób.